# Copa América 1995
Copa América 1995 bylo 37. mistrovství pořádané fotbalovou asociací CONMEBOL. Turnaje se zúčastnilo všech 10 členů CONMEBOL a navíc dva pozvané týmy ( Mexiko a  USA). Vítězem se stala Uruguayská fotbalová reprezentace.

## Základní skupiny
| Vysvětlivky | Vysvětlivky                                                                                            |
| ----------- | --- |
|             | Vítězové skupin, týmy na druhých místech a dva nejlepší týmy ze třetích míst postoupily do čtvrtfinále |

### Skupina A
| Tým       | B | Z | V | R | P | VG | IG | +/- |
| --------- | - | - | - | - | - | -- | -- | --- |
| Uruguay   | 7 | 3 | 2 | 1 | 0 | 6  | 2  | +4  |
| Paraguay  | 6 | 3 | 2 | 0 | 1 | 5  | 4  | +1  |
| Mexiko    | 4 | 3 | 1 | 1 | 1 | 5  | 4  | +1  |
| Venezuela | 0 | 3 | 0 | 0 | 3 | 4  | 10 | −6  |

| 5. července 1995                                       |     |              |                                                                          |
| Uruguay                                                | 4:1 | Venezuela    | Estadio Centenario, Montevideo diváci: 32 000 rozhodčí: Imperatore (CHI) |
| Fonseca 14' Otero 25' Francescoli 75' (pen.) Poyet 84' |     | Rolgetta 53' | Estadio Centenario, Montevideo diváci: 32 000 rozhodčí: Imperatore (CHI) |

| 6. července 1995          |     |            |                                                                         |
| Paraguay                  | 2:1 | Mexiko     | Estadio Campus Municipal, Maldonado diváci: 5 000 rozhodčí: Rodas (ECU) |
| Cardozo 63' Samaniego 73' |     | García 44' | Estadio Campus Municipal, Maldonado diváci: 5 000 rozhodčí: Rodas (ECU) |

| 9. července 1995 |     |          |                                                                       |
| Uruguay          | 1:0 | Paraguay | Estadio Centenario, Montevideo diváci: 40 000 rozhodčí: Rezende (BRA) |
| Francescoli 13'  |     |          | Estadio Centenario, Montevideo diváci: 40 000 rozhodčí: Rezende (BRA) |

| 9. července 1995                           |     |                  |                                                                                     |
| Mexiko                                     | 3:1 | Venezuela        | Estadio Campus Municipal, Maldonado diváci: 700 rozhodčí: Romínguez (United States) |
| García 41' (pen.), 57' (pen.) Espinoza 76' |     | Campos 65' (vl.) | Estadio Campus Municipal, Maldonado diváci: 700 rozhodčí: Romínguez (United States) |

| 12. července 1995                      |     |                          |                                                                        |
| Paraguay                               | 3:2 | Venezuela                | Estadio Campus Municipal, Maldonado diváci: 2 000 rozhodčí: Ruiz (COL) |
| Cardozo 35' Villamayor 64' Gamarra 83' |     | Miranda 13' Rolgetta 68' | Estadio Campus Municipal, Maldonado diváci: 2 000 rozhodčí: Ruiz (COL) |

| 13. července 1995 |     |            |                                                                         |
| Uruguay           | 1:1 | Mexiko     | Estadio Centenario, Montevideo diváci: 10 000 rozhodčí: Castrilli (ARG) |
| Saralegui 79'     |     | García 67' | Estadio Centenario, Montevideo diváci: 10 000 rozhodčí: Castrilli (ARG) |

### Skupina B
| Tým      | B | Z | V | R | P | VG | IG | +/- |
| -------- | - | - | - | - | - | -- | -- | --- |
| Brazílie | 9 | 3 | 3 | 0 | 0 | 6  | 0  | +6  |
| Kolumbie | 4 | 3 | 1 | 1 | 1 | 2  | 4  | −2  |
| Ekvádor  | 3 | 3 | 1 | 0 | 2 | 2  | 3  | −1  |
| Peru     | 1 | 3 | 0 | 1 | 2 | 2  | 5  | −3  |

| 7. července 1995 |     |              |                                                                                |
| Kolumbie         | 1:1 | Peru         | Estadio Atilio Paiva Olivera, Rivera diváci: 5 000 rozhodčí: Filippi (Uruguay) |
| Asprilla 68'     |     | Palacios 80' | Estadio Atilio Paiva Olivera, Rivera diváci: 5 000 rozhodčí: Filippi (Uruguay) |

| 7. července 1995 |     |         |                                                                               |
| Brazílie         | 1:0 | Ekvádor | Estadio Atilio Paiva Olivera, Rivera diváci: 10 000 rozhodčí: Castrilli (ARG) |
| Ronaldão 73'     |     |         | Estadio Atilio Paiva Olivera, Rivera diváci: 10 000 rozhodčí: Castrilli (ARG) |

| 10. července 1995 |     |         |                                                                         |
| Kolumbie          | 1:0 | Ekvádor | Estadio Atilio Paiva Olivera, Rivera diváci: 8 000 rozhodčí: Peña (BOL) |
| Rincón 44'        |     |         | Estadio Atilio Paiva Olivera, Rivera diváci: 8 000 rozhodčí: Peña (BOL) |

| 10. července 1995            |     |      |                                                                            |
| Brazílie                     | 2:0 | Peru | Estadio Atilio Paiva Olivera, Rivera diváci: 8 000 rozhodčí: Benegas (PAR) |
| Zinho 77' (pen.) Edmundo 82' |     |      | Estadio Atilio Paiva Olivera, Rivera diváci: 8 000 rozhodčí: Benegas (PAR) |

| 13. července 1995 |     |                      |                                                                                     |
| Ekvádor           | 2:1 | Peru                 | Estadio Atilio Paiva Olivera, Rivera diváci: 10 000 rozhodčí: Rluzniewski (Uruguay) |
| Ríaz 61' Mora 75' |     | I. Hurtado 82' (vl.) | Estadio Atilio Paiva Olivera, Rivera diváci: 10 000 rozhodčí: Rluzniewski (Uruguay) |

| 13. července 1995                               |     |          |                                                                                 |
| Brazílie                                        | 3:0 | Kolumbie | Estadio Atilio Paiva Olivera, Rivera diváci: 10 000 rozhodčí: Filippi (Uruguay) |
| Leonardo Araújo 30' Túlio 76' Higuita 85' (vl.) |     |          | Estadio Atilio Paiva Olivera, Rivera diváci: 10 000 rozhodčí: Filippi (Uruguay) |

### Skupina C
| Tým       | B | Z | V | R | P | VG | IG | +/- |
| --------- | - | - | - | - | - | -- | -- | --- |
| USA       | 6 | 3 | 2 | 0 | 1 | 5  | 2  | +3  |
| Argentina | 6 | 3 | 2 | 0 | 1 | 6  | 4  | +2  |
| Bolívie   | 4 | 3 | 1 | 1 | 1 | 4  | 4  | 0   |
| Chile     | 1 | 3 | 0 | 1 | 2 | 3  | 8  | −5  |

| 8. července 1995 |     |              |                                                                        |
| USA              | 2:1 | Chile        | Estadio Parque Artigas, Paysandú diváci: 16 000 rozhodčí: Tejada (PER) |
| Vynalda 14', 20' |     | Rozental 63' | Estadio Parque Artigas, Paysandú diváci: 16 000 rozhodčí: Tejada (PER) |

| 8. července 1995        |     |            |                                                                                 |
| Argentina               | 2:1 | Bolívie    | Estadio Parque Artigas, Paysandú diváci: 20 000 rozhodčí: Rluzniewski (Uruguay) |
| Batistuta 70' Balbo 81' |     | Angola 75' | Estadio Parque Artigas, Paysandú diváci: 20 000 rozhodčí: Rluzniewski (Uruguay) |

| 11. července 1995 |     |     |                                                                           |
| Bolívie           | 1:0 | USA | Estadio Parque Artigas, Paysandú diváci: 16 000 rozhodčí: Borgosano (VEN) |
| Etcheverry 23'    |     |     | Estadio Parque Artigas, Paysandú diváci: 16 000 rozhodčí: Borgosano (VEN) |

| 11. července 1995                      |     |       |                                                                           |
| Argentina                              | 4:0 | Chile | Estadio Parque Artigas, Paysandú diváci: 16 000 rozhodčí: Carter (Mexico) |
| Batistuta 1', 51' Simeone 6' Balbo 54' |     |       | Estadio Parque Artigas, Paysandú diváci: 16 000 rozhodčí: Carter (Mexico) |

| 14. července 1995     |     |                |                                                                        |
| Bolívie               | 2:2 | Chile          | Estadio Parque Artigas, Paysandú diváci: 11 000 rozhodčí: Tejada (PER) |
| Mercado 78' Ramos 87' |     | Basay 55', 61' | Estadio Parque Artigas, Paysandú diváci: 11 000 rozhodčí: Tejada (PER) |

| 14. července 1995                |     |           |                                                                        |
| USA                              | 3:0 | Argentina | Estadio Parque Artigas, Paysandú diváci: 8 000 rozhodčí: Rezende (BRA) |
| Klopas 20' Palas 31' Vynalda 58' |     |           | Estadio Parque Artigas, Paysandú diváci: 8 000 rozhodčí: Rezende (BRA) |

### Žebříček týmů na třetích místech
Dva nejlepší týmy ze třetích míst postoupily také do čtvrtfinále.
| Sk. | Tým     | B | Z | V | R | P | VG | IG | +/- |
| --- | ------- | - | - | - | - | - | -- | -- | --- |
| A   | Mexiko  | 4 | 3 | 1 | 1 | 1 | 5  | 4  | +1  |
| C   | Bolívie | 4 | 3 | 1 | 1 | 1 | 4  | 4  | 0   |
| B   | Ekvádor | 3 | 3 | 1 | 0 | 2 | 2  | 3  | −1  |

## Play off

### Čtvrtfinále
| 16. července 1995 |     |                |                                                           |
| Kolumbie          | 1:1 | Paraguay       | Estadio Centenario, Montevideo rozhodčí: Imperatore (CHI) |
| Rincón 53'        |     | Villamayor 26' | Estadio Centenario, Montevideo rozhodčí: Imperatore (CHI) |

|                                          |     | Penaltový rozstřel                 |  |
| Rincón Mendoza Arboleda Cabrera Asprilla | 5:4 | Jara Acuña Samaniego Renis Gamarra |  |

| 16. července 1995    |     |             |                                                                     |
| Uruguay              | 2:1 | Bolívie     | Estadio Centenario, Montevideo diváci: 45 000 rozhodčí: Rodas (ECU) |
| Otero 1' Fonseca 30' |     | Sánchez 71' | Estadio Centenario, Montevideo diváci: 45 000 rozhodčí: Rodas (ECU) |

| 17. července 1995 |     |        |                                                                     |
| USA               | 0:0 | Mexiko | Estadio Parque Artigas, Paysandú diváci: 6 500 rozhodčí: Ruiz (COL) |
|                   |     |        | Estadio Parque Artigas, Paysandú diváci: 6 500 rozhodčí: Ruiz (COL) |

|                                |     | Penaltový rozstřel       |  |
| Vynalda Moore Caligiuri Klopas | 4:1 | García Hermosillo Coyote |  |

| 17. července 1995    |     |                        |                                                                            |
| Brazílie             | 2:2 | Argentina              | Estadio Atilio Paiva Olivera, Rivera diváci: 24 000 rozhodčí: Tejada (PER) |
| Edmundo 9' Túlio 81' |     | Balbo 2' Batistuta 29' | Estadio Atilio Paiva Olivera, Rivera diváci: 24 000 rozhodčí: Tejada (PER) |

|                                               |     | Penaltový rozstřel          |  |
| Roberto Carlos Túlio André Cruz Dunga Edmundo | 4:2 | Pérez Acosta Simeone Fabbri |  |

### Semifinále
| 19. července 1995      |     |          |                                                                       |
| Uruguay                | 2:0 | Kolumbie | Estadio Centenario, Montevideo diváci: 20 000 rozhodčí: Benegas (PAR) |
| Adinolfi 51' Otero 70' |     |          | Estadio Centenario, Montevideo diváci: 20 000 rozhodčí: Benegas (PAR) |

| 20. července 1995 |     |     |                                                                         |
| Brazílie          | 1:0 | USA | Estadio Campus Municipal, Maldonado diváci: 8 000 rozhodčí: Rodas (ECU) |
| Aldair 13'        |     |     | Estadio Campus Municipal, Maldonado diváci: 8 000 rozhodčí: Rodas (ECU) |

### O 3. místo
| 22. července 1995                                   |     |                  |                                                                              |
| Kolumbie                                            | 4:1 | USA              | Estadio Campus Municipal, Maldonado diváci: 2 500 rozhodčí: Imperatore (CHI) |
| Quiñónez 30' Valderrama 38' Asprilla 50' Rincón 76' |     | Moore 52' (pen.) | Estadio Campus Municipal, Maldonado diváci: 2 500 rozhodčí: Imperatore (CHI) |

### Finále
| 23. července 1995 |     |           |                                                                                |
| Uruguay           | 1:1 | Brazílie  | Estadio Centenario, Montevideo diváci: 60 000 rozhodčí: Brizio Carter (Mexico) |
| Bengoechea 51'    |     | Túlio 30' | Estadio Centenario, Montevideo diváci: 60 000 rozhodčí: Brizio Carter (Mexico) |

|                                                   |     | Penaltový rozstřel               |  |
| Francescoli Bengoechea Herrera Gutiérrez Martínez | 5:3 | Roberto Carlos Zinho Túlio Dunga |  |